# Sacello di Santa Margherita
Il Sacello è collocato nell'alta Valle San Martino sul Monte Santa Margherita, che si trova sopra l'abitato di Monte Marenzo.

## Storia
La fondazione del sacello risale alla fine del XIII secolo e infatti l'architettura è molto semplice.
La peculiare collocazione dell'edificio, a 630,2 metri di altitudine sul livello del mare,è determinata da due possibili ragioni: una è la presenza di un elemento militare, mentre l'altra è la dedicazione delle colline di Monte Marenzo a Santa Margherita. 
Oltre alla data della fondazione si possono individuare altri 4 periodi equivalenti ai restauri degli anni 1742, 1879, 1939 e 1983. in particolare nell'anno 1787 la chiesa passò insieme alla Parrocchia di San Paolo, dalla diocesi di Milano alla diocesi di Bergamo.

## Descrizione
Il sacello è composto da una navata orientata verso est e una piccola abside a pianta semicircolare.
L'oratorio presenta un ciclo di affreschi delle storie di Santa Margherita. In origine tutta la superficie della chiesa doveva essere affrescata, però ora ci appare frammentaria a causa di furti e degrado. Si possono distinguere tre unità tematiche: 
1. la Majestas Domini nell'abside, i riquadri con la Trinità e altre figure e la decorazione che incornicia l'abside
2. gli affreschi votivi della parete a sinistra dell'entrata principale
3. i riquadri con gli episodi della vita di Santa Margherita sulla parete a destra dell'entrata e sulla contro facciata.[2]